# Earth 2160
Earth 2160 (с англ. — «Земля 2160») — компьютерная игра для Windows в жанре стратегии в реальном времени, изданная 6 июля 2005 года. Продолжает серию игр Earth 2140 (1997) и Earth 2150 (2000).

## Игровой процесс
Подобно тому, как первая игра серии, Earth 2140, в которой впервые в жанре стратегий в реальном времени (RTS) была осуществлена поддержка режима Hi Color, Earth 2160 также стала в определённом смысле революционной в области RTS-графики, благодаря использованию таких технологий и приёмов, как инверсная кинематика, пиксельные шейдеры, динамическое освещение, тотальный бамп-мэппинг, высокая полигональность моделей, которые уже активно применяются в других жанрах компьютерных игр.
В Earth 2160 пользователь имеет возможность играть за четыре «расы» в 32 миссиях. Расы кардинально различаются типами юнитов и деревом технологий. Помимо Соединённых Цивилизованных Штатов, Евразийской династии и Лунной корпорации, знакомых по предыдущим играм серии, появилась раса пришельцев, «Чужих» (Морфидов).
Игру отличают также сложное и обширное дерево технологий и редактор техники. Игрок может самостоятельно сконструировать технику, которую затем сможет произвести и использовать в бою (эта возможность была ранее реализована в играх серии Master of Orion, Warzone 2100 и Sid Meier's Alpha Centauri).
Игрок может также нанимать героев для выполнения особо сложных заданий за определённую сумму. Герой может улучшить экономическое положение игрока, оптимизировать научную деятельность или повысить военные характеристики. В многопользовательском варианте игры такие герои продаются на аукционе.
Разработчики создали также собственный язык программирования для модификаторов EarthC.

## Сюжет
После побега с погибающей Земли в Earth 2150, выжившие фракции попадают на Марс и другие планеты Солнечной системы. Некоторое время спустя они опять принимаются за старое, хотя уже не в таких масштабах как раньше. Эти стычки осложняются появлением фракции чужих на Марсе. В игре существуют 3 вида ресурсов: вода, металл и кремний. ЕД требуется металл и вода, ЛК кремний и вода, СЦШ требуется кремний и металл. Морфиды (чужие) используют все виды ресурсов.

## Фракции

### Соединённые Цивилизованные Штаты (СЦШ)
Бывшие США после Третьей мировой войны. Страна, где все решения принимают машины, давая людям свободу наслаждаться собой. Хотя корабли ЕД и ЛК прибывают на Марс в целости и сохранности, «Феникс» (корабль СЦШ) по странным причинам исчезает во время пути. Теории варьируются от метеоритного дождя до машинного переворота на борту. Майор ЕД Майкл Фокнер лично считает что корабль попал в чёрную дыру «или что-то типа такого». Но позже оказывается, что командир «Феникса», искусственный интеллект, был в стазисе на орбите Марса, пока силы ЕД и ЛК не перебьют друг друга.

### Евразийская Династия (ЕД)
Самая крупная человеческая фракция в игре. Династия была создана российским офицером после Третьей Мировой вместе с монгольским племенем Ханов. Их технология отличается грубостью, но чрезвычайной эффективностью. Большинство их боевой техники является значительным развитием техники XX века. Обладают подавляющим преимуществом в наземных войсках. Средний танковый юнит ЕД с лёгкостью способен расправиться с несколькими единицами техники прочих фракций. Платой за преимущество в силе является медленное строительство и очень длинное технологическое древо.

### Лунная Корпорация (ЛК)
Самая маленькая фракция людей. Относительно мирные, они жили на Луне до её уничтожения. Их технология — самая продвинутая (анти-гравитация, орбитальные фабрики, и т. п.). В этой фракции доминируют женщины, хотя сама корпорация была основана мужчинами. Собственно, это доминирование началось, фактически, с 2018 (с момента колонизации Луны). Из-за энергетического кризиса на Земле снабжение баз на Луне прекратилось. Позже население Луны стало болеть странными и неизлечимыми болезнями из-за которых и погибло почти всё мужское население Луны. Но выжившие мужчины стали обладать сверхчеловеческими способностями (иммунитет к ядам, высокая выносливость и т. д.). В итоге зародилась ЛК, которая показана в этой игре.

### Морфиды
Были заточены под поверхностью Эдема долгое время, но их разбудили исследователи ЛК. Все здания и юниты органические. В целом, очень напоминают зергов и тиранидов. Все постройки Морфидов являются оборонительными. Имеют очень сильный воздушный флот. Морфиды размножаются с помощью клонирования, для наземных боевых единиц требуется вода, для воздушных единиц требуются металл и кремний. Одной из главных особенностей Морфидов является отсутствие исследований и невозможность редактирования юнитов.

## Разработчики
Разработка компании Reality Pump Studios (Польша).
- Оригинальная концепция и дизайн: Мирослав Димек (Myroslaw Dymec).
- Продюсер: Александра Констандаче (Alexandra Konstandache).
- Ведущий программист: Яцек Сикора (Jacek Sikora).
- Автор сценария: Мацей Юревич (Maciej Jurewicz).
- Композитор: Мацей Павловский (Maciej Pawlowski).
- Ведущий художник: Войцех Дразек (Wolciech Drazek).

Права на распространение в России принадлежат компании «Акелла».

## Критики об игре
| Сводный рейтинг | Сводный рейтинг |
| Агрегатор       | Оценка          |
| --------------- | --------------- |
| GameRankings    | 72,69 %         |

Критики в целом воздали должное красоте игры и высоким графическим технологиям, в то же время отметив, что разработчики слишком много внимания уделили графике в ущерб другим сторонам игры, например, юниты, по мнению критиков, не обладают достаточным интеллектом для логичного поведения на поле боя. Нарекания вызвала также анимация юнитов. Процесс боя озвучен очень скудно.
Тем не менее, критики отметили масштаб, глубину и разнообразие этой игры. В течение месяца после выхода игры в свет разработчики выпустили 3 патча, которые должны были исправить недочёты геймплея.
В среднем оценки критиков колебались в районе 5/5 или 100/100. Крупнейший компьютерно-игровой журнал в России «Игромания» поставила 8.5/10 баллов (отличная игра).

Настоящий клад для всех поклонников качественных стратегий. Earth 2160 — это забористая смесь из интересного геймплея, потрясающей графики и неглупого фантастического сюжета — куда эффектней и глубже большинства RTS последнего времени.— Журнал «Игромания»